# Ian Svenonius
Ian Svenonius, född 1968 i Chicago, är en amerikansk sångare som har verkat i flera inflytelserika band som Nation of Ulysses, The Make-Up och nuvarande Weird War med bas i Washington, D.C., USA. Han är son till professorn och filosofen Lars Svenonius från Skellefteå.

## Diskografi (urval)
Studioalbum med Nation of Ulysses
- 13-Point Program to Destroy America (1991)
- Plays Pretty for Baby (1992)

Studioalbum med The Make-Up
- Destination: Love – Live! At Cold Rice (1996)
- Sound Verite (1997)
- In Mass Mind (1998)
- Save Yourself (1999)

Studioalbum med Weird War
- Weird War (2002)
- I Suck on that Emotion (som "Scene Creamers") (2003)
- If You Can't Beat 'Em, Bite 'Em (2004)
- Illuminated by the Light (2005)

Studioalbum med Chain and The Gang
- Down With Liberty... Up With Chains! (2009)
- Music's Not For Everyone (2011)
- In Cool Blood (2012)
- Minimum Rock n Roll (2014)
- Experimental Music (2017)

Studioalbum som "David Candy"
- Play Power (2001)

EP med Cupid Car Club
- Join our Club (1993)

Studioalbum med XYZ
- XYZ (2014)
- Artificial Flavoring (2018)

Studioalbum som "Escape-ism"
- Introduction to Escape-ism (2017)
- The Lost Record (2018)